# Owariasahi
Owariasahi (尾張旭市; -shi) é uma cidade japonesa localizada na província de Aichi.
Em 2003 a cidade tinha uma população estimada em 77 225 habitantes e uma densidade populacional de 3 673,88 h/km². Tem uma área total de 21,02 km².
Recebeu o estatuto de cidade a 1 de Dezembro de 1970.